# Deidad primordial
Una deidad primordial es un entidad divina (deidad) que representa a conceptos o fuerzas fundamentales del universo en muchas mitologías y religiones. Estas deidades suelen ser las primeras en existir en las variadas cosmogonías de las diferentes mitologías o religiones; siendo las primeras entidades que emergen del vacío o del caos, o del océano cósmico antes de la creación del cosmos propiamente tal, o que representan estos conceptos, y por ello existieron desde antes de la creación del mundo o de los dioses antropomórficos. Así, normalmente se indica que preceden a los demás dioses (en las mitología o religiones politeístas).
A menudo están asociadas con elementos como el caos, la oscuridad, el tiempo, el espacio, o la naturaleza misma.

## Características de las deidades primordiales
Las deidades primordiales son identificadas con elementos o principios naturales que existieron en los inicios del mundo en las cosmogonías y teogonías  de las mitologías o religiones; representando conceptos abstractos. Por ello, a diferencia de otros dioses posteriores, no suelen tener forma humana ni personalidad definida, sino que encarnan conceptos o fuerzas fundamentales como el caos, la oscuridad, el universo, o el tiempo, entre otros.
Por su naturaleza abstracta y primitiva, no suelen tener cultos organizados o rara vez son el centro de un culto, aunque si pueden ser mencionadas en mitos y cosmogonías como seres primordiales que representan fuerzas naturales y cósmicas indomables.
Las deidades primordiales suelen ser los cimientos sobre los cuales se construyen las historias de los mitos de los panteones divinos, representando el estado inicial del universo antes del orden y la creación.
Una deidad primordial puede ser considerada además una deidad creadora, una deidad de la fertilidad, o una deidad celestial, pero no necesariamente debe ser así; e igualmente pueden estar separados o asociados estos conceptos entre diferentes deidades.